# NGC 739
NGC 739 é uma galáxia espiral (S0-a) localizada na direcção da constelação de Triangulum. Possui uma declinação de +33° 16' 02" e uma ascensão recta de 1 horas, 56 minutos e 54,6 segundos.
A galáxia NGC 739 foi descoberta em 9 de Janeiro de 1874 por Ralph Copeland.